# Marketing écologique
 (mars 2012).
Si vous disposez d'ouvrages ou d'articles de référence ou si vous connaissez des sites web de qualité traitant du thème abordé ici, merci de compléter l'article en donnant les références utiles à sa vérifiabilité et en les liant à la section « Notes et références ».
Le marketing écologique, aussi appelé « marketing vert », est l'utilisation du positionnement écologique d’une marque ou d’un produit  comme argument de vente, ou la communication sur des actions environnementales de l'entreprise pour valoriser son image de marque.

## Principe
Le marketing écologique s’effectue sous forme d’actions menées par l’entreprise, en se basant sur : 
- des caractéristiques écologiques d’un produit (matières premières écologiques, produit recyclable ou biodégradable, produit issu du commerce équitable, etc.).
- des campagnes de « publicités vertes » (un arbre planté pour un achat, ...)[2].
- des promesses environnementales de l’entreprise (fondations, actions écologiques, etc.).

## Historique
Le marketing écologique a fait son apparition dans la fin des années 80 début 1990. En 1975 s'est tenue la première conférence sur le marketing écologique à l'AMA (American Marketing Association), ce qui a entraîné la parution de l'un des premiers livres sur le marketing vert intitulé «Marketing écologique».
En 1987, un document, le Rapport Brundtland, publié par la jeune Commission Mondiale sur l'Environnement et le Développement, fondée quatre ans auparavant, définit le développement durable comme répondant "aux besoins du présent sans compromettre la capacité des générations futures à satisfaire leurs propres besoins",,.

## Objectif
Le but principal de ces actions vertes, est avant tout d’augmenter les ventes de l’entreprise, en impliquant l’acheteur dans une démarche de "développement durable". La stratégie de l’entreprise se base sur la confiance du consommateur lorsqu’il achète un produit. Et le fait d’acheter ce produit pour le consommateur, lui apporte le sentiment d’avoir réalisé une action pour l’environnement.
Dans le cadre du marketing écologique, il est parfois difficile de distinguer les objectifs purement marketing d’une véritable démarche citoyenne. En effet, on peut tendre vers une utilisation abusive du marketing écologique dans le cas où l’entreprise dépense plus d’argent pour ses campagnes publicitaires que pour ses actions. On parle alors de greenwashing.

## Démarche
Le marketing écologique va prendre en considération le cycle de vie du produit afin d'entrer dans une démarche d'écoconception.
Ainsi, l'entreprise va mettre en place une écoconception quantitative qui peut correspondre à :
1. En phase de développement du produit :
  - une réduction du poids des matériaux
  - l'utilisation de matières réutilisables et/ou recyclables
  - la mise en place d'un procédé de fabrication moins polluants
  - une économie d'énergie
2. Au stade de lancement :
  - une présentation différente du produit en linéaire
  - modification de l'emballage secondaire
3. Au stade de maturité/consommation :
  - étiquettes environnementales sur le produit incitant le consommateur à ne pas polluer
4. Au stade de déclin/destruction:
  - Le produit est récupérable et/ou réutilisable et/ou recyclable

Le marketing écologique inclut également une stratégie de communication alignée avec les valeurs environnementales de l’entreprise. Cette approche doit être intégrée à toutes les étapes du processus, de la production à la distribution, et ne peut se limiter à la communication. Les entreprises peuvent adopter une démarche progressive, allant du respect des lois écologiques minimales à des investissements dans des normes écologiques.

## Réglementations
Le marketing écologique est réglementé par des normes et des lois.

### Normalisations
La normalisation est régie par plusieurs organismes :
- En France et en Europe du Sud : Association française de normalisation
- En Allemagne et en Europe du Nord : Deutsches Institut für Normung
- Au niveau Européen : European Norm
- Aux États-Unis :ASTM International
- Au niveau International : Organisation Internationale de Normalisation

Il existe des normes environnementales notamment celles de la série des normes ISO 14000 qui prennent en considération le management environnemental. Toutefois, les normes 14020,14021 et 14025 sont plus spécifiques au marketing écologique puisqu'elles permettent aux utilisateurs des produits concernés de vérifier la conformité des enjeux par une information fiable et valide.

### Législations
En France, les lois Grenelle I et Grenelle II sont prises en considération. En effet, trois principaux axes de progrès ont été définis par Eco-Emballages, l'Association Nationale des Industries Alimentaires (ANIA) et l'Institut de Liaisons et d'Etudes des industries de Consommations (ILEC) pour accompagner le Grenelle de l'environnement,:
- la prévention : en incitant les entreprises à s'engager dans des démarches environnementales et en affichant leurs objectifs à atteindre ;
- l'accroissement du taux de recyclage : en optimisant la collecte sélective menée par Eco-Emballages ;
- l'information du consommateur : en créant des étiquettes sur les emballages et/ou des affichages environnementaux pour sensibiliser les consommateurs et les citoyens.

### Affichage environnemental
Des moyens de communication sont en train de se développer pour informer les consommateurs dans leurs critères d'achats et les aider aux bons gestes de recyclage avec l'affichage environnemental. En effet, bien que cet affichage soit encore très vaste et libre dans sa gamme d'information, les étiquettes de certains supermarchés tel "Leclerc ou Casino affichent de plus en plus de données sur le recyclage du produit concerné qui mettent en avant les gestes éco-citoyens à faire, ainsi que les chiffres ou les statistiques des impacts environnementaux comme les émissions de CO2 ou Bilan Carbone, ou la quantité d'énergie qui peuvent être émise dans le cas d'une incinération.
Le principal but de cet "affichage environnemental est avant tout d'afficher des impacts environnementaux générés par le cycle de vie d'un produit de grande consommation. De plus, il est important de savoir que ce moyen de communication peut très bien s'étendre à d'autres biens ou services, comme la téléphonie mobile par exemple.

## Labellisation
Sur de nombreux produits, les consommateurs trouvent la présence de labels. Ceux-ci ne sont pas, dans tous les cas, signe de qualité. Il convient de distinguer les labels de qualité officiels des autres labels. En effet, il existe des labels privés et des auto-déclarations qui ne suscitent aucun contrôle par une tierce personne. Les normes ISO 14020 (sur les étiquettes et déclarations environnementales) et ISO 14021 (sur les marquages environnementaux) ont été créées pour apporter un encadrement à cette activité et ainsi réduire le nombre des fausses déclarations qui tendraient à faire de la publicité mensongère.
En ce qui concerne le marketing écologique, l'ensemble des labels existants tels que Ecolabel et Écolabel européen, qui regroupent les produits et services se revendiquant respectueux de l'environnement, sont de type privé et attribués par des organismes moyennant respect de leurs critères et paiement de frais.